# Marangua pygmaea
Marangua pygmaea är en tvåvingeart som beskrevs av Lindner 1960. Marangua pygmaea ingår i släktet Marangua och familjen vapenflugor.
Artens utbredningsområde är Tanzania. Inga underarter finns listade i Catalogue of Life.